# Blaukopf (Schmetterling)

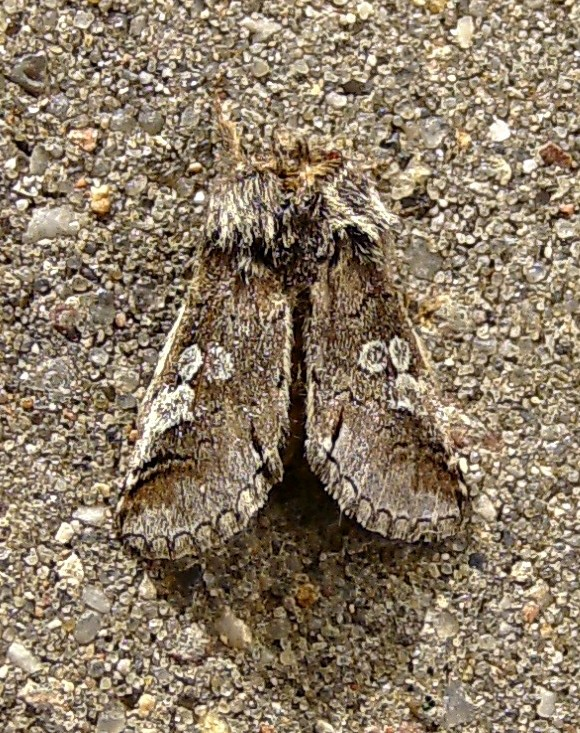
Blaukopf (Diloba caeruleocephala)

Der Blaukopf (Diloba caeruleocephala), auch Brillenvogel genannt, ist ein Schmetterling (Nachtfalter) aus der Familie der Eulenfalter (Noctuidae), der in Europa und den angrenzenden Gebieten vorkommt. Seinen deutschen Namen verdankt er dem blauen Kopf der ansonsten auffällig gelb-weiß-schwarz gefärbten Raupe. Der Blaukopf ist die einzige Art der Gattung Diloba, die wiederum die einzige Gattung der Unterfamilie Dilobinae ist.

## Merkmale

### Falter
Die Falter haben eine Flügelspannweite von 34 bis 40 Millimetern, wobei die Männchen im Durchschnitt geringfügig kleiner als die Weibchen sind. Die stark gekämmten Fühler des Männchens und der dicke, wollig behaarte Körper des Weibchens sind für Eulenfalter eher untypisch, weshalb die Art (die sich auch in einem Kokon verpuppt) zunächst nicht in die Familie der Eulenfalter eingeordnet wurde. Die Vorderflügel werden von zwei stark gezackten, am Innenrand sich sehr nähernden, schwarzen Querlinien durchzogen. Das von diesen Zackenlinien umschlossene Mittelfeld ist dunkelbraun, das Feld von der Wurzel bis zur ersten Zackenlinie rotbraun. Das Feld zwischen Saum und äußerer Zackenlinie ist am Kontakt mit der Zackenlinie meist noch dunkelbraun und wird zum Saum hin rasch hellgrau. Die beiden grünlichgelben ineinander fließenden Ringmakel berühren jeweils die Nierenmakel und bilden eine helle, aufrecht stehende Acht. Daher rührt im Englischen der Name „Figure of Eight“ her. Die Makel sind meist mehr oder weniger deutlich dunkel gekernt. Auf Höhe der Nierenmakel und noch innerhalb des Mittelfeldes befindet sich eine schmale, abwechselnd dunkelbraun und weiße, direkt parallel des Vorderrandes verlaufende Zone. Die Hinterflügel der Männchen sind weißlich, die der Weibchen grau. Meist sind die mittlere und äußere Querlinie und der Diskalfleck deutlich entwickelt.

### Ei
Das Ei ist halbkugelig und zunächst weiß; später wird es gelblich und ist direkt vor dem Schlüpfen gelblichbraun. Es besitzt im frischen Zustand 13 bis 16 breite, grünliche Längsrippen.

### Raupe
Die Raupen sind in allen Stadien verhältnismäßig dick, relativ kurz und im Querschnitt rundlich. Die Eiraupe ist hell- bis dunkelbraun und besitzt lange Borsten auf der gesamten Körperoberseite. Das zweite Raupenstadium ist schwarz mit gelben Rückenlinien. Der Kopf ist cremefarben mit zwei schwarzen, dorsalen Streifen. Das dritte Raupenstadium ist blaugrau mit gelblichen, subdorsalen Bändern. Der Kopf ist nun graublau mit zwei großen schwarzen Flecken versehen. Das vorletzte Stadium ähnelt dem dritten Raupenstadium. Im letzten Raupenstadium ist die Raupe grünlich bis bläulich und trägt am Rücken und auf der Seite je eine Reihe gelbe Flecken, die bei manchen Exemplaren so dicht beieinander liegen, dass sie fast drei Längsstreifen ergeben. Am ganzen Körper verteilt besitzt die Raupe schwarze Warzen mit einzelnen Borsten. Der Kopf ist blau mit zwei schwarzen Punkten. Die erwachsene Raupe wird bis zu 40 Millimeter lang.

### Puppe
Die Puppe ist verhältnismäßig kurz und dick. Sie ist rotbraun mit einem leichten Blauton. Am Hinterende sind zwei seitliche Vorsprünge vorhanden, auf denen je vier Borsten sitzen.

## Geographische Verbreitung und Lebensraum
Die Art ist in fast ganz Europa mit Ausnahme von Nordskandinavien, den nördlichen Teil der Britischen Inseln und dem nördlichen Russland verbreitet. Im Süden kommt sie in Nordafrika bis zum Nahen Osten (Libanon, Israel und Jordanien) und in Kleinasien bis in den Iran und Kasachstan vor. Sie fehlt aber weitgehend in Portugal. Der Schwerpunkt der Verbreitung liegt in Südeuropa. In Mitteleuropa ist die Art vor allem im Bergland bis etwa 1.000 Meter verbreitet, aber nicht häufig. Dort lebt sie vor allem an Waldrändern und in Gebüschen, aber auch auf Streuobstwiesen und in Weinbergen.

## Lebensweise
In Mitteleuropa fliegt der nachtaktive Falter in einer Generation von Ende August bis November, gehört also zu den sogenannten „Herbsteulen“. In wärmeren Regionen können mehrere Generationen gebildet werden. Er wird vom Licht angezogen und sitzt bei Tage an Baumstämmen oder Wänden. Unter optimalen Temperaturbedingungen paaren sich die Falter etwa drei Tage nach dem Schlupf. Nach weiteren drei Tagen werden die Eier abgelegt. Sie werden in Gruppen von minimal 12 bis maximal 155 Eier an den Nahrungspflanzen abgelegt. In Mitteleuropa überwintert das Ei, in wärmeren Regionen auch der Falter. Im Frühjahr erscheinen die Raupen an holzigen Rosengewächsen vor allem auf Schlehen (Prunus spinosa), daneben auch auf Äpfel (Malus), Eingriffeligem Weißdorn (Crataegus monogyna), Pflaumen (Prunus domestica), Padus, Birnen (Pyrus), Mehlbeeren (Sorbus), Weiden (Salix), Eichen (Quercus), Pappeln (Populus), Hasel (Corylus) u. a. Die Eiraupen fressen an Knospen und an der Unterseite von frischen Blättern, während die älteren Raupen die Blätter fressen. In der Türkei kann die Art durch Massenvermehrung eine spürbare Schadwirkung an Mandel-, Apfel-, Birnen-, Pfirsich-, Aprikosen-, Pflaumen- und Kirschbäumen hervorrufen. Die Raupe fertigt einen geleimten Kokon, der an festen Grund an der Erde, in Spalten oder Rinde angeheftet wird.

## Systematik
Die systematische Einordnung von Diloba caeruleocephala ist kompliziert und hat mehrfach gewechselt. Innerhalb des taxonomischen Systems der Schmetterlinge wurde die Art bisher den Eulenfaltern, Zahnspinnern (Notodontidae), Trägspinnern (Lymantriidae) sowie den Eulenspinnern (Thyratirinae) zugeordnet. Kitching (1984) liefert eine Übersicht zur taxonomischen Geschichte.
Die Populationen im Nahen Osten, Kleinasien, Iran und Kasachstan werden als separate Unterart Diloba caeruleocephala armena Staudinger, 1871 ausgeschieden.